# Термине (Л'Аквила)
Термине (итал. Termine) је насеље у Италији у округу Л'Аквила, региону Абруцо.
Према процени из 2011. у насељу је живело 479 становника. Насеље се налази на надморској висини од 1028 м.